# Lekér
Lekér (szlovákul Hronovce, korábban Čajakovo, németül Lecker) község Szlovákiában, a Nyitrai kerület Lévai járásában. Lekér, Garamdamásd és Garamvezekény egyesítésével jött létre.

## Fekvése
Lévától 30 km-re délre, a Garam jobb partján fekszik.

## Elnevezése
A második világháború után Csehszlovákiában a jogfosztások ideje alatt a magyar nyelv használatát előbb betiltották, majd korlátozták.
Lekér, Garamdamásd és Garamvezekény 1968-ban egyesült, ezért értelemszerűen az egyesült településnek nincs hivatalos magyar névalakja. A szlovák jogrend értelmében a településeknek vagy azok részeinek ma is csak egy hivatalos szlovák neve van, tehát a magyar helységnévhasználat a kormányrendeletek mellékletei ellenére nem minősülnek hivatalos magyar helynévnek. Az 534/2011 sz. szlovák kormányrendeletének melléklete értelmében a szlovákiai közigazgatásban használható magyar forma Lekér (Ezt használják az önkormányzatok a magyar nyelvű érintkezésükben legalább 1999-től, amióta a korábbi kormányrendelet hatályos és ez szerepel többek között a helységnévtáblákon is). Megjegyzendő, hogy a kisebbségi kormánybiztos hivatala által összeállított lista azonban nem veszi figyelembe még a szlovákiai azonos magyar névalakokat sem, mint ahogy a lista szlovák politikai befolyásoltsága is egyértelmű.

## Története
Lekér területén már a kőkorszakban is éltek emberek. A későbbi korokból a régészek a magyari és a hallstatti kultúra emlékeit tárták itt fel.
A települést 1256-ban "Sereful", 1269-ben "Seraphino", 1293-ban "Leker", 1340-ben "Monasterium Seraphini de Leker" néven említik. Garamdamásd első említése 1239-ben Damas alakban, Garamvezekényé 1240-ben "Vezekyn" alakban történik.
Lekéren 1256-ban említik az itteni bencés apátságot. A falu 1293-ra megszűnt, de Csata és Oroszka falvak is az itteni apátsághoz tartoztak. 1508-ban a kolostornak csak apátja volt. 1536-ban a lévai váruradalomhoz tartozott, később a nagyszombati jezsuitáké lett. 1601-ben malom és 20 ház, 1720-ban 31 adózó volt a faluban. 1828-ban 69 házában 457 lakos élt, akik főként mezőgazdasággal foglalkoztak.
- 1549.

Összeírás urbarialis szolgáltatásokról, a töröknek adózó falvak jegyzékével.
„Registrum” (címmel) – „tempore et Capitaneatu Johannis Schrabrag” – Turcis etiam serwit. – Telkenként 45 dénár census, (ebből 5 dénár a karácsonyi sertés megváltására esik). Muneralia. csirke, torta, fél sajt és 4 tojás. – 9 telkes jobbágy. – Teljes ekefogat után 2 szapu búzát és ugyanannyi zabot adnak. – Kaszálási és begyűjtési robot. – Két malom, összesen 7 kerékkel.
- 1776. szeptember 13.

Aláírás nélkül. Kelt Pozsonyban. ”Consignatio proventuum…”, melyet a kamara pozsonyi számvevősége készített.
"Lekér" Allódiális földek, melyeket a jobbágyok robotban művelnek, 3 nyomás, köbölnyi vetés: árpa, zab, kétszeres, köbölnyi termés: kétszeres, árpa, zab. Le a művelés költségei = bevétel. – Rétekről orgia széna, le a robot értéke = bevétel. Konyha- és káposztáskert bevétele. – Allódiumban: tehén és bika. – A tehenek utáni vaj, sajt, borjú értéke. 23 jobbágy és egésztelek, zsellér 15. Census, robotnap értéke. Viktuália készpénzértéke. Kilenced mérőben: búza, árpa, zab, köles, értéke. A tized mérőben. Méh kilenced és tized értéke. 1774-ben emelt új malom haszna: búza, árpa köbölben, mészárszék árendája: készpénz és libra faggyú. – Erdő haszna fából.
- 1790. július 18.

Birtokösszeíró: nincs jelezve.
"Lekér" A helység fekvése, határai, szomszédok. Uradalmi épületek leírása: kocsmaház, mészárszék, pálinkafőző, téglaégető, majorház, magtár, urasági kastély, plébániaház. Svájci tehenészet, állatállomány, vaj- és sajthozam; méhészet. – 24 29/32 egész sessio, 25 jobbágyház, 24 saját házában lakó zsellér. Jobbágysessiók: a földek minősége jó terméshozam búzából hatszoros, árpából négy és félszeres, zabból hétszeres; jó értékesítési lehetőség. Faizás az uradalmi erdőkben. Földesúri legelő-terület közös a faluval. Új telepítésű szőlők még nem teremnek. Az alattvalók jó anyagi viszonyok között vannak és a szolgáltatásaikat pontosan teljesítik. – Jobbágyszolgáltatások: készpénz census; természetbeniek: kappan, csirke, tojás, közös ajándékként borjú. Évi 52 nap igásrobot, tüzifa-szállítás, hosszú-fuvar. A saját házukban lakó zsellérek gyalogrobottal szolgálnak, szoktak az uraságtól kapni földet is. – Az igás- és gyalogrobotok felhasználása a földesúri szántók, rétek és kertek művelésénél. Az alattvalók levélhordási és fuvar kötelességei. A fonási kötelezettséget készpénzzel váltják meg. Terménykilencedek és tizedek: búza, árpa, zab és köles terményekből. A méhek utáni kilencedet készpénzzel váltják meg. – Földesúri jövedelem a kilencedek és tizedek szalmahozamából. Az új ültetésű szőlők után természetben még nem adhatnak dézsmát, de a tizedet és kilencedet készpénzzel váltják meg, ezt a földesúr azért hajtja be rajtuk, mert a betelepített szőlőterületek terménydézsmájától – ha azokat termőföldként hasznosítanák – addig míg a szőlők nem teremnek, elesik. – Az allódiális földek vetéskapacitása, terméshozama, tiszta haszna. Az allódiális rétek szénatermése. Lenföldek terméshozama. A földesúri kertek haszna, alma-, körte- és szilvafák. A földesúri erdők utáni jövedelem fehér fűz "Felbe" erdők "welche alle 6 Jahre abgestutzet werden können". Földesúri jövedelmek: a kocsma, mészárszék, pálinkafőző, a régi apátsági épület, a malom, a halászat, a téglaégető árendájából.
Vályi András szerint "LEKÉR. Magyar falu Bars Várm. földes Ura a’ Lekéri Apáturaság, lakosai katolikusok, fekszik Lévához 3 mértföldnyire, legelője elég  van, malma helyben, földgye, réttye jó, fája fűzesekből áll."
Fényes Elek szerint "Lekér, magyar falu, Bars vmegyében, a Garan jobb partján, az Esztergomba vivő országutban: 469 kath. lak. egy szép kath. paroch. templommal, s urasági kastéllyal. Határa igen termékeny, különösen sok szénája és legelője van. Vízi malmok. F. u. a lekéri apát, s feje egy uradalomnak. Ut. posta Zseliz 1 óra."
A trianoni békeszerződésig Bars vármegye Lévai járásához tartozott.
Lekér, Garamdamásd és Garamvezekény községeket 1968-ban egyesítették.

## Népessége
| Év:            | 1994. | 2004.   | 2014.   | 2024.   |
| -------------- | ----- | ------- | ------- | ------- |
| Emberek száma: | 1480  | 1520    | 1473    | 1451    |
| Eltérés:       |       | +2,70 % | -3,09 % | -1,49 % |

| Év:            | 2023. | 2024.   |
| -------------- | ----- | ------- |
| Emberek száma: | 1446  | 1451    |
| Eltérés:       |       | +0,34 % |

1880-ban Lekérnek 553 magyar és 5 szlovák anyanyelvű lakosa volt. Garamdamásdnak 557 magyar és 1 szlovák anyanyelvű lakosa volt. Garamvezekénynek 769 magyar és 4 szlovák anyanyelvű lakosa volt.
1890-ben Lekérnek 592 magyar és 11 szlovák anyanyelvű lakosa volt. Garamdamásdnak 685 magyar és 1 szlovák anyanyelvű lakosa volt. Garamvezekénynek 780 magyar és 1 szlovák anyanyelvű lakosa volt.
1900-ban Lekérnek 671 magyar és 7 szlovák anyanyelvű lakosa volt. Garamdamásdnak 691 magyar és 1 szlovák anyanyelvű lakosa volt. Garamvezekénynek 803 magyar és 8 szlovák anyanyelvű lakosa volt.
1910-ben Lekérnek 760 lakosa mind magyar anyanyelvű volt. Garamdamásd 656 lakosából 636 magyar és 20 szlovák anyanyelvű lakosa volt. Garamvezekény 760 lakosából 746 magyar és 3 szlovák anyanyelvű lakosa volt.
1921-ben Lekérnek 734 magyar és 23 csehszlovák lakosa volt. Garamdamásdnak 630 magyar és 14 csehszlovák lakosa volt. Garamvezekénynek 671 magyar és 1 csehszlovák lakosa volt.
1930-ban Lekérnek 537 magyar és 80 csehszlovák lakosa volt. Garamdamásdnak 564 magyar és 86 csehszlovák lakosa volt. Garamvezekénynek 635 magyar és 11 csehszlovák lakosa volt.
1941-ben Lekérnek 580 magyar és 9 szlovák lakosa volt. Garamdamásdnak 575 magyar lakosa volt. Garamvezekénynek 611 magyar lakosa volt.
1991-ben 1474 lakosából 760 magyar és 663 szlovák volt.
2001-ben 1470 lakosából 706 magyar és 661 szlovák volt.
2011-ben 1498 lakosából 771 fő szlovák és 619 magyar volt.
2021-ben 1486 lakosából 817 (+39) szlovák, 560 (+35) magyar, 8 (+68) cigány, 22 (+1) egyéb és 79 ismeretlen nemzetiségű volt.

## Neves személyek
- Itt született 1849-ben Simor Mór nagycétényi plébános, esperes.
- Itt született 1944-ben Kurucz Sándor Balázs Béla-díjas (2007) operatőr.
- Garamdamásdon született 1879. január 15-én Dénes (Deutsch) Lajos tanár, esztéta, oktatáspolitikus.
- Garamdamásdon született 1887-ben Porubszky Géza Viktor plébános, országgyűlési képviselő.
- Garamvezekényen született 1814-ben Kovács Sebestény Endre orvos, sebész, a Magyar Tudományos Akadémia levelező tagja.
- Garamvezekényen született 1923-ban Réthy Lajos József Gyula immunológus orvosprofesszor.
- Garamvezekényen született 1945-ben Szilva József festő- és grafikusművész.
- Itt hunyt el 1825-ben Fekete József katolikus pap.
- Itt hunyt el 1861-ben Szabó Ferenc római katolikus plébános, táblabíró.
- Itt szolgált Rendek József (1810-1875) esztergomi kanonok, táblabíró, egyházi író.
- Itt szolgált Zelenyák János (1860–1929) római katolikus pap, politikus, természetgyógyász, a szegény nép „ingyenorvosa”.

## Nevezetességei

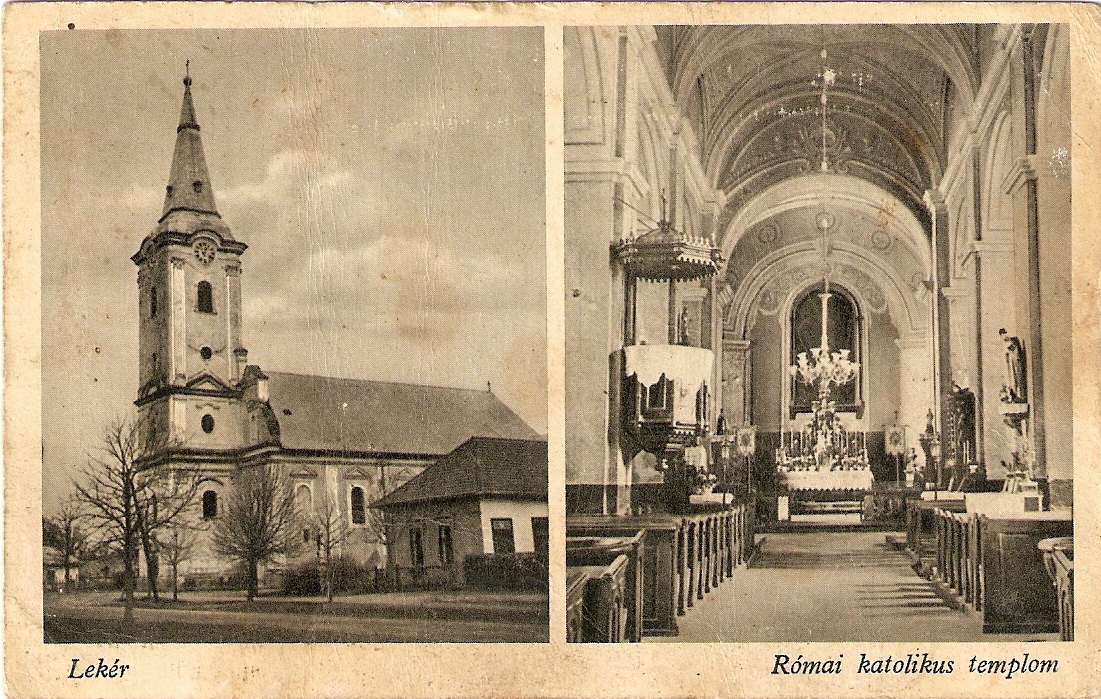
A falu egy régi képeslapon

- Római katolikus temploma a 18. században épült.
- Az egykori apátsági kastélyban ma elmegyógyintézet működik.
- A Vezekényi rétet 1953-ban tájvédelmi területté nyilvánították.
- 1995 óta minden évben megrendezik a Zelenyák 13 nevű futóversenyt.